# Sztumska Wieś (przystanek kolejowy)
Sztumska Wieś – przystanek osobowy w Sztumskiej Wsi, w powiecie sztumskim, w województwie pomorskim.

## Ruch pasażerski
| Rok  | Wymiana pasażerska na dobę |
| ---- | -------------------------- |
| 2017 | 10-19                      |
| 2022 | 10-19                      |

## Połączenia
- Grudziądz
- Kwidzyn
- Malbork